# Diocèse de Rieux
Le diocèse de Rieux (en latin : Dioecesis Rivensis) est un ancien diocèse de l'Église catholique en France, en Languedoc.

## Histoire
Le diocèse ecclésiastique de Rieux est créé par le pape Jean XXII le 11 juillet 1317 et dura jusqu'en 1790. Son siège se trouvait à Rieux (aujourd'hui, Rieux-Volvestre) situé dans le Volvestre.

## Territoire
Le diocèse ecclésiastique de Rieux se trouvait au sud-ouest de l'ancien diocèse de Toulouse. Il occupait une partie du Nord-Est du Comminges et du Nord du Comté du Couserans qui dépendaient de la Gascogne, une partie du Sud-Ouest du Languedoc et une partie du Nord du Comté de Foix. 4 enclaves, toutes languedociennes et toutes situées dans le Comté du Couserans, complétaient ce diocèse ecclésiastique. Une juridiction qu'il ne faut pas confondre avec les diocèses civils du Languedoc (ex : diocèse civil de Toulouse ou du "Petit-Comminges").
Même si le siège de cet évêché se trouvait dans le Volvestre, cette région n'occupait qu'une partie de ce diocèse qui débordait dans le Comté de Foix et le Languedoc. Aujourd'hui, une Communauté de communes du Volvestre existe, reprenant ce terme. Cette Communauté rassemble trois cantons anciens de Carbonne, Montesquieu-Volvestre et Rieux-Volvestre et quelques communes voisines dont le siège se trouve à Carbonne. Entre le Gascon (parlé dans le Comminges) et le Languedocien (parlé dans le reste du territoire) peu de différences existent, étant tous deux des langues d’oc où la transition était progressive entre le gascon garonnais empreint d’influence languedocienne et le début du languedocien empreint d’influence gasconne (comme le parler toulousain). La différence étant tellement ténue qu’il est difficile pour les linguistes de délimiter clairement à la commune près  l’aire gasconne de l’aire languedocienne.
Ce diocèse occupait une toute petite partie du Comminges, à savoir :
- Gensac-Saint-Julien (Gensac-sur-Garonne), Goutevernisse, Gouzens, Saint-Julien (Saint-Julien-sur-Garonne), Saint-Christaud, Tersac**, Montbrun (Montbrun-Bocage), Saint-Cizy*, Le Plan, Montberaud, de la châtellenie de Saint-Julien.
- Mondavezan, Lescuns, Sana, Martres (Martres-Tolosane), Boussens, Couts (Coux) et Montoussin, de la châtellenie d'Aurignac.
- Montclar (Montclar-de-Comminges), de la châtellenie de Salies.
- Castelnau-Picampeau, Casties (sans Labrande de Casties-Labrande) et Pouy-de-Touges, de la châtellenie de Samatan.
- Mauzac, La Bastide-des-Feuillans (Labastide-Clermont), de la châtellenie de Muret.

Il comprenait une partie du sud-ouest du Languedoc et de ses enclaves, à savoir :
Aurivail (Auribail), Argain*, Audinac (Audinac-les-Bains*), Bax, Bérat, Le Bois-de-la-Pierre, Calers**, Canens, Cappens (Capens), Carbonne, Castagnac, Castillon-la-Grangette**, Caujac, Cazères, Citas*, Couladère, Escayre (Saint-Paul-de-Mornac)**, Esperce, Le Fousseret, Gailhac-Toulza (Gaillac-Toulza), Gratens, Grazac, La Caugne (Lacaugne), La Fitte-Vigordane (Lafitte-Vigordane), La Fitte-Volvestre (fusionnée avec Montberaud en 1790), La Grâce-Dieu (Lagrâce-Dieu), La Hitère (Lahitère), , La Tour (Latour), La Trape (Latrape), Larrouzet**, Longages, Magrens**, Mailholas, Marignac-de-Las-Clares (Marignac-Lasclares), Marignac-d’Aurignac (Marignac-Laspeyres), Marliac, Massabrac, Mauran, Moressac (Mauressac), Montaudet**, Montaut, Montesquieu-de-Volvestre (Montesquieu-Volvestre), Montgazin, Noé, Nogarède**, Orsas**, Palaminy, Peyssies, Plaigne (Plagne), Plan (Le), Ponts-de-Benque (Les)*, Puydaniel, Rieux (Rieux-Volvestre), Saint-Elix (Saint-Élix-le-Château), Villeneuvette ou Saint-Alary (Saint-Hilaire), Saint-Hippolyte**, Saint-Julien-de-Gailhac**, Saint-Léger**, Saint-Michel-de-Mont-Sabaoth (Saint-Michel), Saint-Pierre-d'Artix**, Saint-Sulpice-du-Lézadais (Saint-Sulpice-sur-Lèze), Sainte-Colombe**, Sainte-Croix (Sainte-Croix-Volvestre), Saintes**, Salles (Salles-sur-Garonne), Terrasse (La)*, ainsi que la paroisse de La Madeleine (une partie de la ville d'Auterive), La paroisse de Saint-Étienne-d'Arbouville (une partie de la ville de Cintegabelle).
Il comprenait également, entourée par le Comté de Foix, une partie de l'enclave languedocienne de la baronnie de Pailhès, à savoir : Pailhès, Saint-Blaise**, Artigat, Bajou*, Casteras, La Noux (Lanoux), Saint-Michel, Les Cousses (Lescousse), Saint-Martin-d'Oydes, Esplas, Montagut (Montégut-Plantaurel), Pujagou**, Gabre, Tourniac**, Aigues-Juntes, Madière.
Il comprenait, dans les États de Languedoc, l'enclave de Montjoy (Montjoie-en-Couserans), Baliar**, Lara**.
Il comprenait, dans la vicomté du Couserans, les enclaves languedociennes d'Alzen, à savoir : Alzen (Alzein), Nescus, Larbont
les enclaves languedociennes de Rimont
les enclaves languedociennes de Seix.
Il comprenait une partie du Comté de Foix, à savoir : Lézat (Lézat-sur-Lèze), Villaret**, Saint-Ybars, Escayres**, Sainte-Suzanne***, Saint-Sernin**, Monesple, Fossat (Le), Villeneuve-de-Gragnoulhet (Villeneuve-du-Latou), Durfort, Brie, Saverdun, Sainte-Colombe**, Justiniac, Canté, Labattut (Labatut), Lissac, Saint-Quirc, Méras, Sieuras, Loubaut, La Peyrère (Lapeyrère), Martignac**, Niac**, Carla (Le) (Le Carla-Bayle), Castex, Bastide-de-Besplas (La), Thouars (Thouars-sur-Arize), Fornex, Daumazan (Daumazan-sur-Arize), Sabarat, Bordes (Les) (Bordes-sur-Arize (Les)), Saint-Félix-des-Salenques**, Campagne (Campagne-sur-Arize), Mas-d'Azil (Le), Montfa, Camarade, Mérigon, Mauvezin (Mauvezin-de-Sainte-Croix), Clermont.
- Il comprenait aussi cinq abbayes :
- Les abbayes bénédictines de Lézat et du Mas-d'Azil.
- Les abbayes cisterciennes de Calers (Gaillac-Toulza) et des Feuillans (Abbaye des Feuillants entre Bois-de-la-Pierre (Le) et Labastide-Clermont).
- L'abbaye de Valnègre (Lissac).

Légendes :
Saint-Cizy* (commune supprimée par fusion)
Tersac** (paroisse disparue)
Sainte-Suzanne*** (commune créée après 1793)